# Produktionsmidler
Produktionsmidler er betegnelsen for produkter, som en virksomhed anskaffer og forbruger, for at den kan fremstille og levere produkter til sine kunder. Produktionsmidler kan opdeles i følgende hovedgrupper:
- Materielle produktionsmidler, såsom bygninger, maskiner, inventar, råvarer og hjælpestoffer
- Serviceydelser, f.eks. revision, advokatbistand, reklamebureau, transport, rengøring.

Når en handelsvirksomhed indkøber varer til videresalg, er der også tale om materielle produktionsmidler.
Begrebet bruges ikke mindst inden for marxistisk teori. Det kan betragtes som lig med det mere almene begreb produktionsfaktorer minus arbejdskraft. Somme tider ses det dog også anvendt mere upræcist som synonym for produktionsfaktorer (inklusive arbejdskraft).

## Marxistisk teori
Inden for marxistisk teori betegner produktionsmidler noget, hvorfra merværdi kan skabes. Til produktionsmidler regnes blandt andet naturresurser, bygninger, industrielle anlæg og fabrikker.
Som led i indførelsen af proletariatets diktatur er det marxismens hensigt at afskaffe den private ejendomsret til produktionsmidlerne, der bliver kollektivt ejede.